# Копептин
Копептин — пептид длиной 39 аминокислот, продуцируемый одновременно с гормоном вазопрессином из белка-предшественника пре-про-вазопрессина. Процесс производства вазопрессина в гипоталамусе включает расщепление пре-про-вазопрессина на три фрагмента: собственно вазопрессин, транспортный белок нейрофизин II, и пептид копептин. Таким образом, все три фрагмента изначально кодируются одним геном AVP, а копептин до своего отщепления от белка-предшественника представляет собой карбоксильный конец пре-про-вазопрессина. Из-за более длительного времени полувыведения копептина по сравнению с вазопрессином рассматривается возможность измерения его уровней в качестве суррогатного маркера уровней вазопрессина в организме.

## История
Копептин был впервые описан в 1972 году.